# Breheimen-Nationalpark
Der Breheimen-Nationalpark (norwegisch Breheimen nasjonalpark) ist ein berg- und gletscherreicher Nationalpark rund um den Breheimen Gebirgszug in den norwegischen Provinzen Innlandet und Vestland. Auf die Gletscher nimmt die Bezeichnung der Gegend als Breheimen (Heimat der Gletscher) Bezug. Der Park wurde am 7. August 2009 gegründet, um „[…] dieses große, wilde Stück Natur mit seinem repräsentativen Ökosystem und seiner Landschaft […] zu schützen“.
Der Park gehört zu den Gemeinden Skjåk, Lom und Luster und ist 1.691 km² groß. Da der Nationalpark an die fünf Naturschutzgebiete Strynefjellet landskapsvernområde, Mysubytta landskapsvernområde, Høydalen landskapsvernområde, Mørkridsdalen landskapsvernområde og Vigdalen landskapsvernområde, und Høyrokampen naturreservat grenzt, beträgt die gesamte schützenswerte Fläche 1.794 km². Der Park grenzt außerdem fast an den Jostedalsbreen-Nationalpark.

## Geografie, Landschaft und Geologie

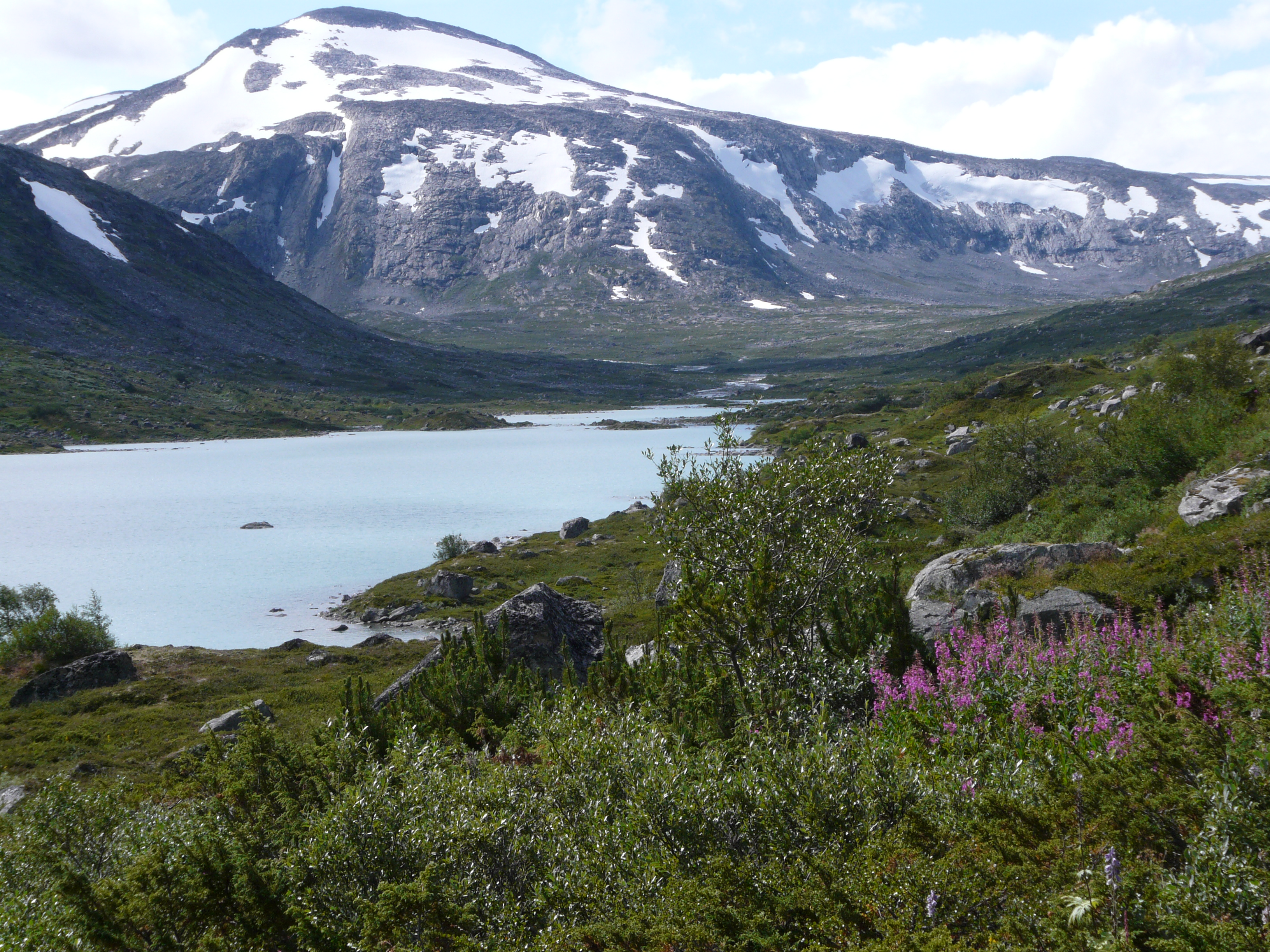
Der Gamle Strynefjellsvegen mit dem Hellstuguvatnet im Vordergrund und dem Raudeggi im Hintergrund

Die Landschaft ist von Gletschern, Wasserfällen, üppigen Tälern, Gebirgen, aber auch von Kulturlandschaften geprägt.

## Kulturerbe
Im Park sind über 6000 Jahre alte Hinweise auf menschliche Zivilisation wie Jagdbögen, Reste von Bauernhöfen und Wege gefunden worden.